# Canton de Maromme
Le canton de Maromme est une ancienne division administrative française située dans le département de la Seine-Maritime en région Haute-Normandie.

## Géographie
Ce canton était organisé autour de Maromme dans l'arrondissement de Rouen. Son altitude variait de 2 m (Canteleu) à 138 m (Canteleu) pour une altitude moyenne[Quoi ?] de 107 m.

## Représentation

### Conseillers généraux de 1833 à 2015
- De 1833 à 1848, les cantons de Duclair et de Maromme  avaient le même conseiller général. Le nombre de conseillers généraux était limité à 30 par département[1].

| Période | Période      | Identité                       | Étiquette     | Qualité                                                                                             |
| ------- | ------------ | ------------------------------ | ------------- | --------------------------------------------------------------------------------------------------- |
| 1833    | 1848         | Alphonse Darcel                |               | Propriétaire à Duclair et à La Fontaine Conseiller municipal de Rouen Colonel de la Garde nationale |
| 1848    | 1852         | Maurice Voisin                 | Républicain   | Docteur en médecine à Déville-lès-Rouen                                                             |
| 1852    | 1871         | Baron James Levavasseur        |               | Manufacturier et propriétaire à Rouen                                                               |
| 1871    | 1894 (décès) | Charles Besselièvre            | Républicain   | Manufacturier, maire de Maromme (1877-1894)                                                         |
| 1894    | 1898 (décès) | Ange-Louis Lanfray             | Républicain   | Agriculteur-éleveur, adjoint au maire de Maromme, conseiller d'arrondissement                       |
| 1898    | 1910         | Louis Besselièvre              | Républicain   | Manufacturier, maire de Maromme (1896-1914)                                                         |
| 1910    | 1911 (décès) | Amand Dauge                    | Rad.          | Employé de commerce, maire de Déville-lès-Rouen, conseiller d'arrondissement                        |
| 1911    | 1940         | Raymond Lemarchand             | RG            | Industriel Maire de Pissy-Pôville                                                                   |
|         |              |                                |               | |
| 1943    | 1945         | William Clamageran (1878-1947) |               | Négociant Maire de Mont-Saint-Aignan Nommé membre et président du Conseil départemental en 1943     |
|         |              |                                |               | |
| 1945    | 1967         | Paul Vauquelin                 | SFIO puis DVG | Technicien industriel, maire de Maromme (1945-1967)                                                 |
| 1967    | 2004         | Colette Privat                 | PCF           | Enseignante, maire de Maromme (1977-1998), députée (1967-1968 et 1978-1981)                         |
| 2004    | 2015         | David Lamiray                  | PS            | Fonctionnaire de police, maire de Maromme depuis 2008 Élu en 2015 dans le canton de Canteleu        |

### Conseillers d'arrondissement (de 1833 à 1940)
| Période                                  | Période          | Identité                      | Étiquette           | Qualité |
| ---------------------------------------- | ---------------- | ----------------------------- | ------------------- | --- |
| 1833                                     | 1837 (décès)     | Alexis Bouvet (1780-1837)     |                     | Fabricant, maire de Déville                                                                                 |
| 1837                                     | 1867 (décès)     | Amédée Long (1796-1867)       |                     | Indiéneur (fabricant d'étoffes à motifs des Indes) puis rentier, maire de Déville                           |
| 1867                                     | 1875 (décès)     | Lucien Loyer (1815-1875)      |                     | Filateur puis rentier, maire du Houlme                                                                      |
| 1875                                     | 1883             | M. Lemarchand                 | Républicain         | |
| 1883                                     | 1894 (démission) | Ange-Louis Lanfray            | Républicain         | Agriculteur, adjoint au maire de Maromme                                                                    |
| 1894                                     | 1901             | Louis Besselièvre (1862-1919) | Républicain         | Manufacturier, maire de Maromme (1894-1914)                                                                 |
| 1901                                     | 1910             | Amand Dauge                   | Républicain radical | Employé de commerce, Déville-lès-Rouen                                                                      |
| 1910                                     | 1931             | André-Marcel Cartier          | Rad.                | Indienneur, maire de Notre-Dame-de-Bondeville                                                               |
| 1931                                     | 1938 (décès)     | Ferdinand Cartier (1859-1938) | Rad.                | Maire de Notre-Dame-de-Bondeville                                                                           |
|                                          |                  |                               |                     | Les conseils d'arrondissement ont été suspendus par la loi du 12 octobre 1940 et n'ont jamais été réactivés |
| Les données manquantes sont à compléter. |                  |                               |                     | |

## Composition
Le canton de Maromme regroupait deux communes et comptait 27 841 habitants (recensement de 1999 sans doubles comptes).
| Communes | Population (2012) | Code postal | Code Insee |
| -------- | ----------------- | ----------- | ---------- |
| Canteleu | 15 430            | 76380       | 76157      |
| Maromme  | 12 411            | 76150       | 76410      |

## Démographie
| 1962   | 1968   | 1975   | 1982   | 1990   | 1999   | 2009 |
| ------ | ------ | ------ | ------ | ------ | ------ | ---- |
| 18 260 | 23 522 | 25 796 | 27 707 | 28 834 | 27 841 | -    |